# محمد عيون
محمد عيون (مواليد 15 ديسمبر 1999، لاعب كرة قدم إماراتي يجيد اللعب كمدافع لعب سابقاً مع نادي الشارقة في دوري الخليج العربي الإماراتي .